# Illes Balears Arabay Cycling
L'equip de ciclisme Illes Balears Arabay Cycling és un equip de ciclisme mallorquí creat el 2019 amb estatus d'equip amateur i el 2024 passa a ser equip professional entrant a la tercera divisió del ciclisme masculí, convertint-se en equip continental.
La creació de l'equip és fruit del ciclista Lluís Mas que exercirà com director esportiu i el CEO Toni Vallcaneras. El seu debut com equip professional va ser el 20 de gener a la Gran Premi València. Tenen invitacions per anar a les proves espanyoles menys les de l'UCI WorldTour degut a pertànyer a la tercera categoria i també a curses de França, Portugal, Itàlia i Bèlgica.

## Composició de l'equip
| \| Llista de l'equip 2024 \| Llista de l'equip 2024 \| Llista de l'equip 2024 \| Llista de l'equip 2024 \| \| Ciclista \| Data de naixement \| Equip previ \| \| \| ------------------------- \| ---------------------- \| ---------------------------------- \| ---------------------- \| \| Julen Amézqueta Moreno \| 12 de agost de 1993 \| Caja Rural-Seguros RGA (2023) \| \| \| Gonzalo Ariño \| 24 de novembre de 1999 \| \| \| \| Sergi Darder \| 30 de juny de 2003 \| GW Shimano-Sidermec (2023) \| \| \| Unai Esparza \| 2 de juny de 2000 \| BAI-Sicasal-Petro de Luanda (2023) \| \| \| José María García Soriano \| 17 de novembre de 1998 \| Electro Hiper Europa (2023) \| \| \| Pau Llaneras \| 26 de gener de 1999 \| \| \| \| Alex Molenaar \| 13 de juliol de 1999 \| Electro Hiper Europa (2023) \| \| \| Andrew Vollmer \| 5 de setembre de 2000 \| Electro Hiper Europa (2023) \| \| \| Edgar Curto \| 28 de juny de 1999 \| Antiga Casa Bellsolà-Girona (2021) \| \| \| Arnau Gilabert Vilaplana \| 24 de agost de 2002 \| EOLO-Kometa U23 (2023) \| \| \| Asier Pablo González \| 14 de setembre de 1999 \| \| \| \| Joan Albert Riera Clar \| 23 de octubre de 2000 \| Baqué Cycling Team (2022) \| \| \| \| \| \| \| \| Font: ProCyclingStats \| \| \| \| |                        |                                    |  |
| Llista de l'equip 2024 |                        |                                    |  |
| Ciclista | Data de naixement      | Equip previ                        |  |
| Julen Amézqueta Moreno | 12 de agost de 1993    | Caja Rural-Seguros RGA (2023)      |  |
| Gonzalo Ariño | 24 de novembre de 1999 |                                    |  |
| Sergi Darder | 30 de juny de 2003     | GW Shimano-Sidermec (2023)         |  |
| Unai Esparza | 2 de juny de 2000      | BAI-Sicasal-Petro de Luanda (2023) |  |
| José María García Soriano | 17 de novembre de 1998 | Electro Hiper Europa (2023)        |  |
| Pau Llaneras | 26 de gener de 1999    |                                    |  |
| Alex Molenaar | 13 de juliol de 1999   | Electro Hiper Europa (2023)        |  |
| Andrew Vollmer | 5 de setembre de 2000  | Electro Hiper Europa (2023)        |  |
| Edgar Curto | 28 de juny de 1999     | Antiga Casa Bellsolà-Girona (2021) |  |
| Arnau Gilabert Vilaplana | 24 de agost de 2002    | EOLO-Kometa U23 (2023)             |  |
| Asier Pablo González | 14 de setembre de 1999 |                                    |  |
| Joan Albert Riera Clar | 23 de octubre de 2000  | Baqué Cycling Team (2022)          |  |
| |                        |                                    |  |
| Font: ProCyclingStats |                        |                                    |  |